# Kolonnawa
Kolonnawa, (en tamoul : கொலன்னாவ; en singhalais : කොලොන්නාව) , est une ville de la banlieue de Colombo au Sri Lanka, elle est située dans le district de Colombo, dans la Province de l'Ouest.
La population était de 64 887 habitants en 2012.